# يويداي اوغاوا
يويداي اوغاوا (باليابانية: 小川 雄大) (4 أكتوبر 1996 في كاناغاوا في اليابان – )؛ هو لاعب كرة قدم ياباني سابق كان يلعب كلاعب وسط.

## وصلات خارجية
- يويداي اوغاوا على موقع رابطة كرة القدم اليابانية للمحترفين (اليابانية)
- يويداي اوغاوا على موقع قاعدة بيانات كرة القدم.إي يو (الإنجليزية)
- يويداي اوغاوا على موقع ناشيونال فوتبول تيمز (الإنجليزية)
- يويداي اوغاوا على موقع Soccerway.com (الإنجليزية)
- يويداي اوغاوا على موقع عالم كرة القدم.نت (الإنجليزية)